# Jesús Arellano Meléndrez
Jesús Arellano Meléndrez (Jalisco, México, 1923-1979) fue un escritor mexicano; conocido mayormente como poeta, sin embargo, también fue ensayista, cuentista, tallerista y editor.

## Biografía
Nació en Ayo el Chico, hoy Ayotlán, Jalisco (5 de septiembre de 1923) y murió el 2 de diciembre de 1979 en la Ciudad de México. Cursó estudios religiosos en Guadalajara (Jalisco) y, posteriormente, en Montezuma (Arizona). Fue compañero de Efraín Huerta en la Facultad de Derecho de la UNAM, según Ricardo Aguilar-Melantzon y, también, tomó cursos en la licenciatura de Letras Españolas en la UNAM.  
Se inició en la literatura a la edad de 23 años con un plaquette de poesía titulada Sinfonía (publicada con una viñeta de Pablo Antonio Cuadra en la editorial Polis) y dos años después (1948) se edita su libro de prosa,  calificado como un "relato campesino de ambiente poético". Por un vaso de agua fue su único texto narrativo, ya que posteriormente se concentra en la poesía y en su labor como editor. Ese mismo 1948 Arellano fundó su primera revista: Fuensanta (1948-1954), de la que aparecieron 21 números, a decir de Armando Pereira (1995-196) y, 24 números, según Boyd G. Carter.
En 1950, publicó su segundo poemario, La señal de la luz, de los trece que publicó durante su vida. Dos años más tarde, la revista Litterae (1952-¿1953?)  será su segunda empresa como editor; de ella no se tiene certeza si se publicaron dos o tres números, sin embargo José María Paredes Mendoza  le reconoce su importancia: "hoja literaria en forma de carta, de la cual fue autor el inquieto poeta y crítico, Jesús Arellano. Fue la Revista más original que hemos visto pero sólo se hicieron dos números". Para 1953, en colaboración con Solón Zabre, editó la revista Poesía y Letras (¿1953?) y a partir del 1 de junio de 1954 empezó su trabajo dentro de la UNAM en la Dirección General de Publicaciones, institución en la que laborará hasta su retiro: el 31 de diciembre de 1978.  
Durante los años que trabajó para la UNAM no descuidó su carrera poética ni tampoco su pasión por las publicaciones periódicas; en estos años llevó a cabo su empresa editorial más ambiciosa:  Metáfora (1955-1958), revista bimestral de la que fue director (cargo que compartió con A. Silva Villalobos, quien se suma como codirector a partir del número 7) y que aglutinó, al decir del Diccionario de literatura mexicana: Siglo XX, los esfuerzos y equipo de las revistas: Dintel, Fuensanta, Espiral, Hierba. Sin embargo, de manera paralela a la revista (18 números) también "editó 23 títulos en sus distintas colecciones: Colección Metáfora, Edición Metáfora, Plaquetas y Moscos de Metáfora". Se trató de "una publicación que se distinguió por atacar, desde finales de los cincuenta, al grupo que se reunía en torno a Alfonso Reyes y dominaba el medio literario mexicano."
Al finalizar el proyecto de Metáfora, y en codirección con Arcadio Noguera, publicó Letras de Ayer y de Hoy (1965-1970) y, para 1976, el que será su último proyecto: El Ojo Literario (1976-¿1979?).
A lo largo de su vida, Jesús Arellano fue colaborador de diversos medios, como El Nacional, Nivel, Cuadernos del Viento, Novedades, El Día, El diario del Surente, entre otros.

## Recepción crítica
A pesar de su larga trayectoria y el vasto número de publicaciones, así como la relevancia que tuvo en el medio mexicano, a la fecha sólo existen dos volúmenes críticos dedicados en exclusiva al escritor. El primero se titula Asomo a la poesía de Jesús Arellano, firmado por la potosina Juana Meléndez (San Luis Potosí, Letras Potosinas, 1967); el segundo lleva por nombre La poesía de Jesús Arellano y fue publicado en 1969 por Agripino Hernández Avelar. 
Juana Meléndez, escritora nacida en San Luis Potosí (1914-2007), inicia el libro dedicado a Jesús Arellano con estas palabras: 

"Arellano nace en momentos en que la poesía de toda América Latina emprendía la obsesionante aventura de la evasión. Se levantan las torres de marfil de los estetas y comienza una poesía desgarradoramente subjetiva, de ojos cerrados y de oídos sordos a todo lo que no fuera música interior. Aparece el aislamiento contemplativo, el irracionalismo y son contados los poetas a quienes interesa el mundo como circundancia [sic]."

Desde la sección "Colofón", la revista Metáfora desplegó una crítica frontal a Alfonso Reyes y a Octavio Paz, lo que no es falso, pero hay que precisar que más que a las obras o las personas particulares, Arellano condenó el abuso de poder por parte de los intelectuales, así como su relación con el gobierno en turno. Yolanda Vidal López-Tormos apunta que Arellano se "dedica a censurar la 'burocratización' de la cultura, con duros ataques a los miembros del monopolio: monopolio cultural que caracteriza a México a lo largo de todo este siglo, especialmente desde que López Mateos empieza a intervenir en los círculos literarios con subvenciones, becas y apoyos a determinados grupos y sus correspondientes revistas." Heriberto Yépez lo expresa claramente cuando escribe: "El aparato de Arellano consistía en crear revistas/editoriales, tener la capacidad personal del trabajo técnico para autopublicarse y hacer la crítica que esa autonomía técnico-económica concedía. Esta decisión le permitió romper con la red ideológica y (auto) censura que modelaba las ideas y formas de la poesía mexicana."
En lo que se refiere a su trayectoria poética, el mismo Yépez identifica una primera etapa de la escritura de Arellano que corre de 1950 a 1966, y una segunda, de 1967 a 1974. El libro de Meléndez se avoca a esa primera etapa y califica a la poesía de Arellano como una "manifestación del hombre y sus circunstancias en su más amplia integración histórica, ante una obra que tiene algo que decir y lo dice al corazón del hombre. En toda ella late intensamente la preocupación humana y quizá por lo mismo en ella está presente una inquietud metafísica".
Del segundo periodo de escritura poética, el que va de 1967 a 1974, es preciso subrayar que se le reconoce como precedente de las poéticas visuales en México. Alejandro Palma Castro y Gabriel Hernández Espinosa lo reconocen como: "Otro antecedente fundamental para el Núcleo Post-Arte". En ese sentido, la obra de Arellano que ha sido más comentada es, sin duda, Poelectrones, de los que María Andrea Giovine apunta que: "llevaron a un nuevo nivel las exploraciones entre imagen y texto que habían realizado los poetas anteriores. En su caso, lo que vemos es una serie de textos, muchos de ellos irónicos y cargados de contenido político, que se convierten en objetos visibles, en caligramas perfectos, en manchas tipográficas que dibujan con toda claridad". Yépez añade que en El canto del gallo. Poelectrones, la "escritura se vuelve disposición tipográfica, coordinada por las posibilidades abiertas por la máquina de escribir IBM Composer 72. Pero si leemos a Arellano esta maquina es imaginada como un punto de partida hacia lo electrónico como totalidad y donde el libro ya comienza a convertirse en pantalla y ordenador". Jesús Arellano entonces no es sólo uno de los poetas visuales menos estudiados, sino uno de los poetas que más tepranamente conectan la obra escrita con los medios visuales y la computación.
La recepción crítica de Jesús Arellano ha sido escasa y poco profunda. Las entradas  sobre  Arellano en los diccionarios bibliográficos son contradictorias. Por ejemplo, le adjudican libros que no son de su autoría o presentan fechas de publicación que no coinciden con las verdaderas. Para muestra cabe subrayar que su último libro publicado no había aparecido mencionado por ninguno de los críticos (Por qué renuncié a mi trabajo en la UNAM) o que el primero, Por un vaso de agua, suele consignarse como publicado en 1950, cuando  en realidad apareció en 1948. De igual forma, se le han atribuido textos como, por ejemplo, La existencia cosificada, Poemas del hombre y de la tierra y Altair, mismos que son obra del filósofo español Jesús Arellano Catalán.
Su compañero de generación y amigo, Miguel Guardia, lo evoca en 1977 con estas palabras: 

"Hay una parte de la personalidad de Jesús Arellano que quisiera yo mencionar, porque no se da muy seguido en otras personas: su generosidad fundamental para sus colegas. Ha fundado, dirigido y sostenido, quién sabe cómo [...] revistas todas que han estado abiertas a todas las inquietudes y a todas las corrientes. Hizo también dos honestas, es decir, imparciales, antologías de poesía mexicana moderna donde mucha gente se dio a conocer".

## Premios
Premio Bera Margot Valdés Peza 1950.  

## Obras

### Cuento
Por un vaso de agua, 1948.

### Poesía
Sinfonía, 1946
La señal de la luz,1950.
Poemas. Ahora y en la aurora, 1951.
Poemas de amarga posesión, 1953.
Nuevo día, 1956.
Desatadura, 1958.
Palabra de hombre, 1959 [Plaquette en la colección "Moscos de Metáfora", con poemas de Efraín Huerta, Desiderio Macías Silva y Jesús Arellano] 
Diálogo, 1960.
Camino Libre, 1962. 
Limpia la madrugada, 1965.
Manifiesto fulgor, 1967.
Poesía. La frente al frente y Manifiesto fulgor, 1968.
Clamor, 1970.
El canto del gallo. Poelectrones, 1972; (segunda edición: 1975; tercera edición 2018).

### Antología personal
Palabra de hombre. Poemas 1956-1966, 1966.

### Ensayo
Algunos académicos de la lengua, 1958.
Cómo presentar los originales, 1970.
Por qué renuncié a mi trabajo en la UNAM, 1979.

### Traducciones de su poesía
Poemes Choisis, 1961.
A golpes de palavra, 1962.

### Antologías de poesía mexicana que compiló
Antología de los 50 poetas contemporáneos de México, 1952.
Poetas jóvenes de México, 1955.